# NXP Semiconductors
Elektroniktillverkaren NXP Semiconductors är baserad i Nederländerna med huvudkontor i Eindhoven. År 2019 var NXP den tionde största halvledartillverkaren räknat i omsättning.
Utöver mikroprocessorer finns i portföljen kretsar för trådlöst, radio, sensorer, säkerhet, kommunikation, kraft och skärmar, plus enklare analoga och digitala kretsar. Diverse plattformar finns för utveckling av systemlösningar inom industri, smarta hem, fordon, mobilkommunikation, med mera.
NXP verkade under lång tid efter bildandet 1953 under namnet  Philips Semiconductors som en del av elektronikkoncernen Philips, med tillverkning och utveckling i Nijmegen i Nederländerna.
Företaget såldes 2006 till en grupp utomstående investerare och bytte då namn till NXP. Samma år noterades det på NASDAQ. 
År 2015 slogs NXP samman med Freescale Semiconductor. Året efter planerade Qualcomm att köpa NXP men affären avstyrdes när den inte fick godkännande från kinesiska konkurrensmyndigheter.
År 2002 definierade NXP standarden NFC tillsammans med Sony.